# Râul Valea Stegii
Râul Valea Stegii este un curs de apă, afluent al râului Sălăuța. 